# Fall for Your Type
Fall for Your Type è un singolo del cantante e attore statunitense Jamie Foxx, realizzato in collaborazione con il rapper canadese Drake e pubblicato nel 2010. Il brano è incluso nel quarto album in studio di Jamie Foxx, ovvero Best Night of My Life.

## Tracce
- Download digitale

1. Fall for Your Type (featuring Drake) – 4:31

## Video
Il videoclip della canzone è stato diretto dal regista statunitense Chris Robinson.